# Semifruticicola costulata
Semifruticicola costulata is een slakkensoort uit de familie van de Hygromiidae. De wetenschappelijke naam van de soort is voor het eerst geldig gepubliceerd in 1897 door Brancsik.